# Джулія Коен
Джулія Коен (англ. Julia Cohen; нар. 23 березня 1989) — колишня американська тенісистка.
Найвищу одиночну позицію світового рейтингу — 97 місце досягла 30 липня 2012, парну — 121 місце — 13 травня 2013 року.
Здобула 5 одиночних та 4 парні титули.

## Фінали турнірів WTA

### Одиночний розряд: 1 (0–1)
| Легенда                             |
| ----------------------------------- |
| Турніри Великого шолома (0–0)       |
| Tour Championships (0–0)            |
| Premier Mandatory & Premier 5 (0–0) |
| Premier (0–0)                       |
| International (0–1)                 |

| Фінали за покриттям |
| ------------------- |
| Тверде (0–1)        |
| Трава (0–0)         |
| Ґрунт (0–0)         |
| Килим (0–0)         |

| Результат | Ранг | Дата          | Турнір                | Покриття | Суперниця         | Рахунок  |
| --------- | ---- | ------------- | --------------------- | -------- | ----------------- | -------- |
| Поразка   | 1.   | 28 липня 2012 | Baku Cup, Азербайджан | Тверде   | Бояна Йовановські | 3–6, 1–6 |

## Фінали ITF
| турніри $100,000 |
| турніри $75,000  |
| турніри $50,000  |
| турніри $25,000  |
| турніри $10,000  |

### Одиночний розряд: 15 (5–10)
| Результат | Ранг | Дата              | Турнір                     | Покриття | Суперниця                | Рахунок       |
| --------- | ---- | ----------------- | -------------------------- | -------- | ------------------------ | ------------- |
| Перемога  | 1.   | 5 вересня 2004    | Мехіко, Мексика            | Тверде   | Марія Хосе Лопес Еррера  | 6–4, 6–4      |
| Поразка   | 1.   | 13 березня 2005   | Толука-де-Лердо, Мексика   | Тверде   | Ларісса Карвальйо        | 2–6, 2–6      |
| Поразка   | 2.   | 25 листопада 2007 | Мехіко                     | Тверде   | Кларіса Фернандес        | 1–6, 2–6      |
| Перемога  | 2.   | 13 грудня 2009    | Халапа-Енрикес, Мексика    | Тверде   | Ґіра Шофілд              | 5–7, 6–2, 7–5 |
| Поразка   | 3.   | 25 квітня 2010    | Поса Ріка, Мексика         | Тверде   | Лорен Албанезе           | 4–6, 1–6      |
| Поразка   | 4.   | 18 липня 2010     | Богота, Колумбія           | Ґрунт    | Паула Ормаечеа           | 5–7, 1–6      |
| Перемога  | 3.   | 25 липня 2010     | Ватерлоо (Онтаріо), Канада | Ґрунт    | Фатма Аль Набхані        | 1–6, 7–5, 7–5 |
| Поразка   | 5.   | 21 листопада 2010 | Нітерой, Бразилія          | Ґрунт    | Александра Каданцу       | 1–6, 6–1, 1–6 |
| Поразка   | 6.   | 5 грудня 2010     | Ріо-де-Жанейро, Бразилія   | Ґрунт    | Александра Каданцу       | 1–6, 3–6      |
| Поразка   | 7.   | 28 травня 2011    | Бангкок, Таїланд           | Тверде   | Аю-Фані Дамаянті         | 6–3, 2–6, 3–6 |
| Перемога  | 4.   | 8 жовтня 2011     | Єреван, Вірменія           | Ґрунт    | Андреа Коч Бенвенуто     | 7–6(8–6), 6–2 |
| Поразка   | 8.   | 28 листопада 2011 | Росаріо, Аргентина         | Ґрунт    | Шанель Сіммондс          | 3–6, 4–6      |
| Перемога  | 5.   | 10 грудня 2011    | Буенос-Айрес, Аргентина    | Ґрунт    | Романа Табак             | 7–5, 6–3      |
| Поразка   | 9.   | 1 грудня 2012     | Сантьяго, Чилі             | Ґрунт    | Паула Крістіна Гонсалвеш | 6–0, 3–6, 4–6 |
| Поразка   | 10.  | 8 квітня 2013     | Поса-Ріка, Мексика         | Тверде   | Йована Якшич             | 6–2, 3–6, 4–6 |

### Парний розряд: 10 (5–5)
| Результат | Ранг | Дата              | Турнір                     | Покриття | Партнерка            | Суперниці                        | Рахунок          |
| --------- | ---- | ----------------- | -------------------------- | -------- | -------------------- | -------------------------------- | ---------------- |
| Перемога  | 1.   | 5 вересня 2009    | Селая, Мексика             | Ґрунт    | Вівіан Сегніні       | Анастасія Харченко Наталія Россі | 6–1, 6–4         |
| Перемога  | 2.   | 24 квітня 2010    | Поса-Ріка, Мексика         | Тверде   | Лорен Албанезе       | Маколл Гаркінс Вівіан Сегніні    | 6–3, 7–6(8–6)    |
| Поразка   | 1.   | 27 червня 2011    | Мідделбург, Нідерланди     | Ґрунт    | Флоренсія Молінеро   | Квірін Лемуан Марина Заневська   | 3–6, 4–6         |
| Поразка   | 2.   | 11 липня 2011     | Богота, Колумбія           | Ґрунт    | Андреа Коч Бенвенуто | Андреа Гаміс Адріана Перес       | 3–6, 4–6         |
| Перемога  | 3.   | 14 листопада 2011 | Асунсьйон, Парагвай        | Ґрунт    | Тереза Мрдежа        | Майлен Ору Марія Ірігоєн         | 6–3, 2–6, [10–5] |
| Поразка   | 3.   | 25 червня 2012    | Рим, Італія                | Ґрунт    | Валентина Івахненко  | Марі-Ев Пеллетьє Лаура Торп      | 0–6, 6–3, [8–10] |
| Поразка   | 4.   | 28 жовтня 2012    | Бразиліа, Бразилія         | Ґрунт    | Тімеа Бачинскі       | Елена Богдан Ралука Олару        | 3–6, 6–3, [8–10] |
| Перемога  | 4.   | 15 квітня 2013    | Дотан (Алабама), США       | Ґрунт    | Татьяна Марія        | Марія Санчес Ірина Фалконі       | 6–4, 4–6, [11–9] |
| Поразка   | 5.   | 25 червня 2013    | Крістінегамн, Швеція       | Ґрунт    | Алізе Лім            | Анна Даніліна Ольга Дорошина     | 5–7, 3–6         |
| Перемога  | 5.   | 17 березня 2014   | Палм-Гарбор (Флорида), США | Ґрунт    | Джоя Барб'єрі        | Аллі Кік Сачія Вікері            | 7–6(7–5), 6–0    |